# Cryptanthus fernseeoides
Cryptanthus fernseeoides är en gräsväxtart som beskrevs av Elton Martinez Carvalho Leme. Cryptanthus fernseeoides ingår i släktet Cryptanthus, och familjen Bromeliaceae. Inga underarter finns listade i Catalogue of Life.